# Système éducatif aux Comores
L'éducation aux Comores, ou système éducatif comorien, décrit l'ensemble des institutions publiques et privées des Comores ayant pour fonction d'assurer et de développer l'éducation dans l'ensemble du pays.
Le système scolaire républicain comorien est en majorité public, partiellement laïc, gratuit et il est obligatoire de l'âge de 6 ans jusqu'à 15 ans.

## Historique
Il est difficile de définir l'existence d'un système éducatif systématique sur l'actuel territoire des Comores, avant l'arrivée des français au XIXe siècle.
Depuis sa colonisation par des ethnies bantoues au VIIe siècle, les Comores semblent être demeurées majoritairement un territoire islamique, où des écoles coraniques ont pu jouer un rôle central dans la formation de la population mâle en particulier. Des traces d'une mosquée du VIIe siècle semblent avoir été mises au jour à Ntsaouéni, avec tout ce que cela implique dans l'organisation quotidienne de « l'enseignement coranique » autour des activités religieuses de la mosquée depuis cette époque.
À partir du XIIIe siècle, l'éducation islamique (sunnite chaféite) est renforcée par l'arrivée de marchands perses pratiquant la traite d'esclaves sur la majorité des îles est africaines.
Au milieu du XIXe siècle, le système éducatif comorien se développe principalement par l'apport du système impérial français. Depuis ce temps, jusqu'au début des années 1950, le premier degré scolaire (primaire) durait quatre ans pour les indigènes et cela constituait la formation scolaire de la majeure partie des habitants. Les meilleurs éléments étaient envoyés à Madagascar afin de continuer trois ans dans le second degré dans des écoles régionales. Ceux qui achevaient ce cycle secondaire accédaient généralement à l'école technique Le Myre-de-Vilers de Tananarive, où ils « apprenaient un métier » pendant encore trois ans. Trois options s'offraient à eux: la section des instituteurs, la section technique et agricole, et la section médicale.
À partir de 1950 le gouvernement français remplaça ce modèle par une « école nouvelle », fondée sur le modèle républicain, ouvert à tous les habitants de l'empire colonial sans distinction, en principe. Néanmoins, faute de moyens financiers alloués à son développement et compte-tenu d'autres facteurs sociaux (forte natalité, besoin de main d'œuvre agricole, transports difficiles, etc.) le niveau d'éducation aux Comores resta relativement faible.
En 1975, à l'indépendance, le taux de scolarisation primaire (des personnes en âge de la recevoir) était d'environ 35%. Cinq pour cent de ceux-là passaient en secondaire (classe de 6e) et seulement 10% de ce petit nombre passait le baccalauréat. À partir de l'indépendance, le développement du système éducatif comorien a pâti d'une instabilité chronique (coups d'états, changements de directives gouvernementales) ainsi que d'une forte croissance démographique.

### Politique éducative
Le système éducatif des Comores est « fédéral », c'est-à-dire qu'il est géré, pour toutes les îles, par le ministère de l'éducation nationale à Moroni.
Un regard sur les programmes scolaires des Comores révèle une apparente similarité avec les programmes français d'enseignement, et ce depuis les années 1970.
Le Baccalauréat est également une des spécificités du système éducatif comorien; spécificité que beaucoup chérissent car elle est historiquement un gage d'équivalence entre le système secondaire comorien et français. Cet atout dans le parcours scolaire semble néanmoins avoir empêché des responsables politiques de réformer ce niveau d'éducation, depuis l'indépendance. De fait, le système éducatif a quelque peu été occulté de nombreuses réflexions autour de l'héritage et de la transmission commune que se doit d'être un système éducatif national. Ainsi, le français – langue officielle nationale – est-il considéré comme une langue maternelle au niveau de l'apprentissage scolaire, alors même que le shikomori est souvent parlé nativement en famille voire en classe lorsque le niveau linguistique est insuffisant en français.
L'impossibilité apparente de réformer un système qui fonctionne par ailleurs, a aussi empêché de considérer les compétences mêmes du corps enseignant (parfois lacunaires).
Néanmoins, depuis 1994, une certaine évolution a pu voir le jour sous l'impulsion de la Loi d'orientation de l'éducation: de nouveaux outils d'évaluation ont été intégrés (notamment axé sur les compétences des élèves), des contenus pédagogiques ont été mis à jour pour inclure les valeurs portées par des institutions internationales comme les Nations unies (UNESCO), l'hygiène, les droits de l'enfant ou encore la prévention des catastrophes naturelles.
Depuis les années 2000, l'Union des Comores prend part aux travaux de la Conférence des ministres de l'Éducation des pays francophones (CONFEMEN), ce qui lui permet de bénéficier de partenariats financiers et techniques, notamment auprès de la Banque mondiale, de l'UNICEF ou encore de l'UE. Par ailleurs, en tant que membre de la Ligue arabe, les Comores font aussi appel à certains états arabes.
En Afrique, le Ministère de l'éducation comorien bénéficie du soutien du Bureau régional pour l'éducation en Afrique (de l'UNESCO), basé à Dakar (Sénégal). En 2009, ce bureau a permis aux Comores de mettre en œuvre des procédures d'évaluation de la qualité de son système d'enseignement à travers un programme d'analyse spécifique.
En 2013, une stratégie nationale pour l'éducation est validée au niveau national et le gouvernement se dote d'un plan de développement éducatif à l'horizon 2020 avec son « Plan intérimaire pour l'éducation 2013-2015. » Ce plan est pris en considération à l'échelle internationale, notamment par la France, la Belgique, la Banque mondiale, l'UNICEF, l'UNESCO, l'UE, le Comité arabe pour le développement des Comores et des ONG présentes dans le secteur éducatif.

## Préscolaire
Le pré-élémentaire aux Comores est historiquement le domaine d'éducation académique qui a le moins subi l'influence du modèle français à partir du XIXe siècle. Jusqu'aux années 2000, le pré-scolaire n'était en aucun cas obligatoire et ne présentait que peu d'intérêt pour le gouvernement. Il en résulte que l'école coranique y a, depuis plusieurs centaines d'années, pris un certain poids dans cette branche éducative. Ces écoles basées sur l'apprentissage de l'Islam et de la langue comorienne, n'entretiennent que peu de rapports avec le milieu éducatif formel et présentent même une résistance certaine à l'école publique laïque: leur but n'est en effet pas d'apprendre à l'enfant des notions utiles lors d'examens et concours, mais plutôt de le socialiser.
Les inscriptions à un milieu préscolaire d'apprentissage connaissent une augmentation sensible durant la décennie 2010-2020, encouragé par les gouvernements et certaines associations spécialisées.
Il existe deux systèmes pré-scolaires aux Comores: 
- les institutions que l'on pourrait qualifier « d'origine occidentale » (maternelle/« kindergarden »), avec une approche laïque (neutre religieusement) et publique de l'apprentissage de l'enfant; elle permet d'acquérir des bases du langage, des nombres et le développement de certaines facultés intellectuelles et quotidiennes essentielles, ainsi qu'une première sociabilisation. Elles ont été historiquement introduites par le protectorat français à Mayotte, puis par la colonisation française des Comores;

- et le système religieux du Palashiyo, hérité de la colonisation islamique par les marchands arabes au Moyen Âge. Il est maintenu soit par la commune, ou une association de parents ou encore une communauté villageoise et prépare plutôt au système religieux des médersas[6]; l'enfant en bas âge y apprend les rudiments de l'arabe et du comorien (mais pas du français) à partir de textes du coran. Dans le contexte spécifiquement comorien, il présente l'avantage principal d'amener certaines familles à inscrire leurs enfants dans un environnement pré-scolaire, malgré leur éloignement du système éducatif national par ailleurs, pour des raisons idéologiques ou matérielles.

Au début des années 2000, 100 000 enfants comoriens suivaient « l'enseignement » du Palachyio. Un certain nombre suit par ailleurs les deux cursus.
En 2013, le cycle pré-élémentaire public est ramené de trois ans à deux, ceci afin de laisser une marge supplémentaire à l'enseignement coranique au primaire et à sa transition entre les niveaux pré-élémentaire et primaire.

## Enseignement primaire
Actuellement, le système comorien reste normalisé sur le modèle français: trois grands « niveaux » (primaire, collège, lycée) ponctués d'examens de passage. Le cycle élémentaire dure six ans, avec des enseignants polyvalents (CP/CE/CM). La différence majeure avec la France est la présence, dans le système comorien, du certificat de fin d'études primaires, qui pourrait apparaître comme une relique de l'époque coloniale, puisqu'il a été supprimé en France en 1989.
De 1976 à 1978, pendant la période dite « révolutionnaire » d'Ali Soilih, l'enseignement primaire était intégralement réalisé en comorien, puis le secondaire était effectué en français. Ceci amena des retards dans la compréhension et la maîtrise du français et des lacunes d'apprentissage dans les niveaux supérieurs, sans forcément favoriser la pratique du comorien dans ces niveaux. Après cette période, l'éducation primaire en français redevint la norme nationale.
En 2011 le Ministère de l'éducation fait entrer un enseignement coranique « rénové » au sein de l'école publique primaire, avec des moyens financiers publics.
À la rentrée 2014, quelque 200 classes pré-élémentaires coraniques sont ainsi intégrées à 130 écoles primaires publiques, où  des salles sont réservées à cet enseignement.

## Enseignement secondaire
Une enquête gouvernementale entre octobre 2019 et janvier 2020 a été remise au ministre de l'Éducation nationale, M.Mohammed Moussa. Le document rapporte que l'état des infrastructures d'enseignement sont bien en deçà du minimum légal fixé par le gouvernement quelques années plus tôt. L'absentéisme des élèves et une maîtrise parfois lacunaire du français par certains professeurs sont deux autres fléaux relevés.
Les conseils d'écoles et d'administrations sont également inexistants à travers le pays, ce qui rend la gestion des établissements opaque et peu digne de confiance par les parents d'élèves. Sans compter des passages d'examens nationaux malgré l'obtention de notes en dessous de la moyenne par des élèves; ainsi qu'un manque systémique de contrôle de l'État dans les établissements privés.
L'inspecteur général Saïd Houssen Saïd Abdou Nour estimait en 2020 qu'environ 30% des écoles (privées et publiques) n'arrivent pas à atteindre ces objectifs minimaux.
Néanmoins, en 2021 des solutions ont été recherchées au niveau gouvernemental afin d'améliorer la formation professionnelle au secondaire (en partenariat avec l'AFD) et jusqu'au supérieur. Près de 20 millions d'euros ont ainsi été alloués par l'AFD au développement d'une filière professionnelle, à partir de « Bac -3 ». L'horizon 2030 est fixé pour observer les premiers résultats de ce projet.

## Enseignement supérieur et universitaire
Du côté de l'enseignement supérieur, l'offre était très limitée jusqu'à la création en 2003 de l'Université des Comores (UDC). Elle se construisit en regroupant des instituts d'enseignement supérieur jusque-là épars et qui n'étaient pas en mesure de proposer plus de deux ans de formation en continu, ni de délivrer des diplômes d'état.
C'est au moment de la création officielle de l'Université que l'ENES (École nationale d'enseignement supérieur) reprit vie; créée en 1980, elle avait dû fermer en 1993 à l'avantage de l'Institut de formation des enseignants et de la recherche en éducation (IFERE). Ce dernier étant calqué sur le modèle des IUFM français.
L'enseignement supérieur comorien est régi par la loi du 14 juin 2014 sur l'orientation et l'organisation de l'enseignement supérieur et de la recherche, ainsi que le décret du 11 janvier 2015 statuant l'Université des Comores (UDC).
L'UDC bénéficie de liens d'échanges favorables avec plusieurs institutions partenaires étrangères, notamment en France, au Maroc, à Madagascar, au Soudan, en Égypte ou encore en Arabie Saoudite.
L'UDC adopte dès 2005 le dispositif européen Licence-Maîtrise-Doctorat (« LMD »). Mais, là aussi, des critiques se sont exprimées: 

« Le choix d'implémenter le système LMD fut pour ainsi dire erratique et n'a pas donné lieu à une réflexion sur les filières professionnelles. C'était là une occasion unique de réviser les filières et les cursus et de rendre l'université plus agile et conforme aux ambitions des universités modernes. »

L'université des Comores est membre du réseau mondial d'éducation de l'Agence universitaire de la francophonie (AUF), au côté de plus de 1000 membres partenaires dans 119 pays. Cette appartenance est susceptible de renforcer sa bonne gouvernance, d'encourager de nouveaux projets conjoints entre universités partenaires et d'assister dans la mise en œuvre de nouvelles voies et technologies d'apprentissages.

## Éducation spécialisée
Il n'existe (en 2021) aucun réseau d'études spécialisées dans le pays.

## Dysfonctionnements

### Préscolaire et primaire
De nombreux dysfonctionnements parsèment le double système pré-scolaire comorien: 
- La forte attractivité du Palachiyo, principalement auprès des familles les plus démunies, signifie que tous les enfants n'ont pas la chance d'intégrer le cursus scolaire classique (public) et ne se voient pas donnés l'enseignement nécessaire ni le développement normal des capacités intellectuelles de l'enfant.
- L'école coranique (ou Palachiyo) n'est jamais parvenu à faire prolonger le temps de présence des enfants dans le système éducatif public: il n'y a pas de corrélation entre une présence dans le système coranique et une meilleure réussite scolaire; tout porte même à penser le contraire[4].
- Par ailleurs, le taux de décrochage des élèves dans le primaire représente un gâchis à grande échelle: d'après une étude du Résen (2013) plus d'un quart des entrants dans le système ne finissent pas le niveau primaire.
- Des dysfonctionnements internes graves apparaissent régulièrement au niveau du ministère et de la gestion gouvernementale, tel que la non prise en compte de l'année supprimée au pré-scolaire au profit de l'intégration en primaire (en 2014 par décision ministérielle). Ainsi, la transition entre ces deux cycles (pré-élémentaire et primaire) a été la source de nouvelles lacunes – notamment linguistiques – évitables et d'une impréparation pédagogique inexcusable (mais néanmoins inévitable pour les équipes enseignantes) sur le terrain: l'élève sortant de maternelle n'étant pas suffisamment préparé à recevoir un enseignement en français dès le CP[4].
- D'un autre côté des critiques apparaissent également sur la nature lacunaire du Palachiyo depuis quelques années. En 2013 le premier président de l'Université des Comores, M. Damir Ben Ali, écrit:

« Les causes de la dégradation continue de nos systèmes éducatifs, laïque et islamique, ne sont ni financières ni pédagogiques. Elles sont sociologiques. Imitant l'école publique, le palachiyo a abandonné ses fonctions sociales. Il ne transmet plus les techniques, les modèles, les valeurs et les symboles légués par l'histoire. Il se consacre exclusivement à l'enseignement du dogme de l'islam. »

- On observe plus généralement une mainmise, voire une résistance farouche des oulémas sur la tentative d'encadrement des écoles coraniques au pré-scolaire et au primaire par le secteur public; et ce de manière plus visible depuis la tentative de réforme par la loi du 21 novembre 2013.

### Général
De plus, la question linguistique reste problématique, au moins dans les premiers cycles de l'apprentissage (maternelle, primaire et collège), car d'un côté plus de la moitié des enseignants ne disposaient pas d'un niveau suffisant (« A2 », du cadre européen commun de référence pour les langues) afin d'enseigner en français; de l'autre, le recours à la langue maternelle (shikomori) en classe est souvent synonyme d'échec pour l'élève. Il s'installe donc dès l'enfance un rapport conflictuel entre, d'une part, les deux langues officielles français et arabe et, d'autre part la langue maternelle parlée en famille quotidiennement (shikomori ou autres).
Sur un plan démographique, une augmentation de +100 000 élèves est observée au lycée entre 2015 et 2018 (soit ~+50% d'effectifs). Une si forte augmentation sur trois ans ne laisse que peu d'espoirs sur la qualité de gestion et de réception des élèves et la satisfaction de leurs besoins éducatifs, tant du côté des professionnels enseignants que des élèves.

### Solutions
Malgré une hausse générale de plus de 8% du budget gouvernemental sur la période 2014-2018, la somme allouée à l'éducation n'a progressé que de 2,9% sur cette même période, équivalent à une baisse des dépenses sur l'éducation. La part de l'éducation dans le budget gouvernemental est passée de 30,5% en 2015 à 29,7% en 2018.
En 2019 un budget en hausse (à 14,4 Mds de KMF) pour le primaire et le secondaire est néanmoins voté à la demande du Ministère de l'éducation.
D'autres suggestions vont dans le sens d'une plus grande capacité du système islamique pré-scolaire (Palachiyo) à enseigner autre chose que les écrits coraniques, afin de mieux préparer le futur élève aux apprentissages académiques rencontrés dans le milieu scolaire classique (lecture, écriture, calcul, analyse, etc.).
Plusieurs ONGs et associations sont engagées en faveur de l'éducation des populations locales, avec des actions concrètes et directes envers ces populations. Par exemple: l'association CAD'ÉAL à Mohéli, l'ONG MAEECHA partout au pays, ou encore le projet Dar Al Yousri de l'association Human Heart Comores.

## Aide internationale

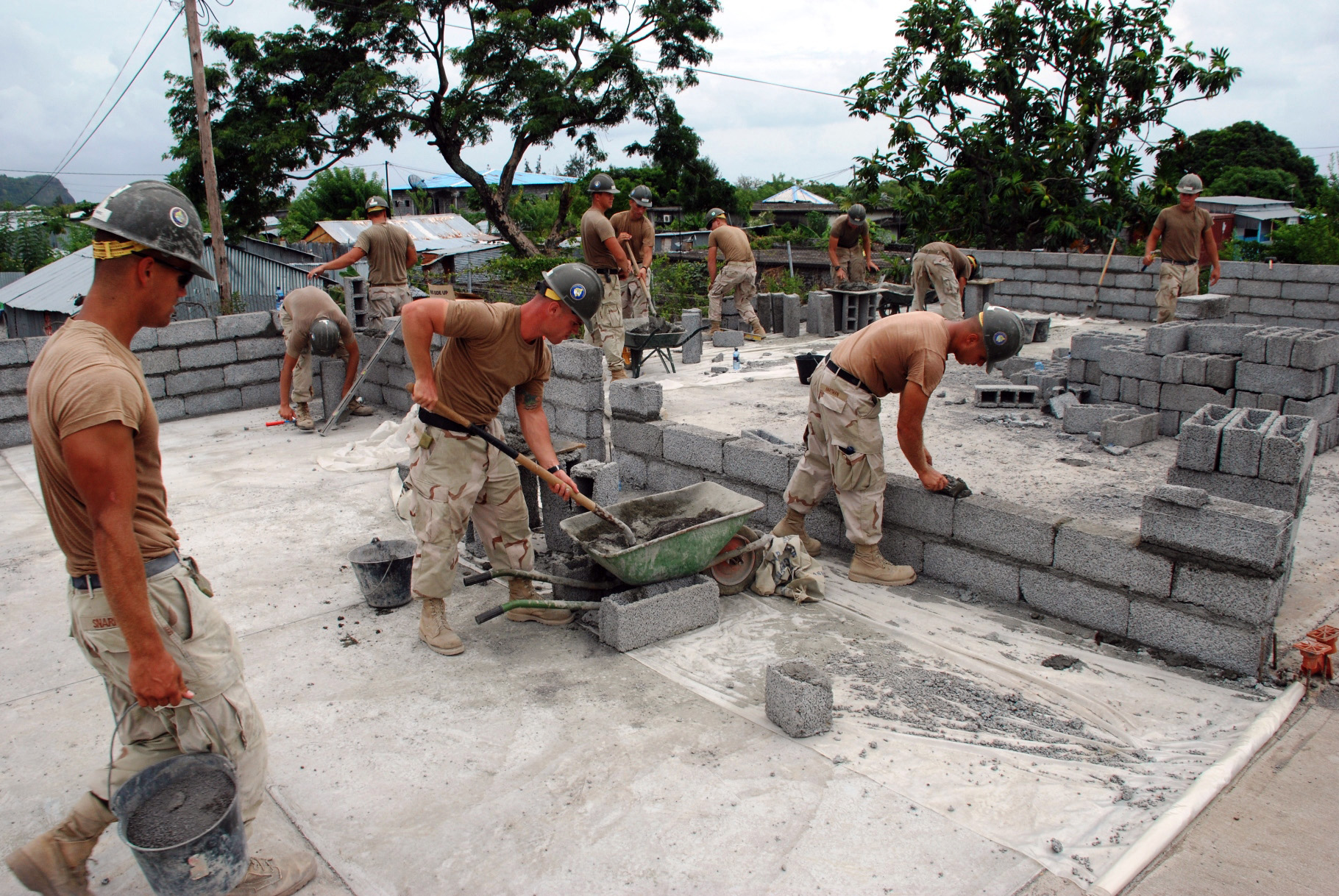
Des militaires américains construisent une école de six classes à Moroni (2009)

En 2021, le pays dépend encore en partie de l'aide extérieure (gouvernementale ou privée) pour la modélisation, la structuration et le financement d'un modèle éducatif pérenne et national.
Ce sont ainsi par exemple, en 1996, 4 millions de dollars qui étaient donnés par les États-Unis (soit 10% du budget d'aide alloué cette année-là et environ 2,5% du PIB comorien) en faveur du système éducatif comorien.
Entre 2013 et 2015, 1,5 milliard de KMF (environ 3 millions d'euros) sont alloués par la France à l'amélioration de l'éducation aux Comores, à travers un partenariat inter-gouvernemental.
En 2018, l'assistance « extérieure » comptait pour plus de 30% du budget Ministériel de l'éducation, un chiffre constant sur la période 2014-2018.
Les principaux acteurs du soutien à l'éducation aux Comores entre 2017 et 2019 étaient (par ordre décroissant de financement): l'ambassade de France, le projet Ifadem (de l'OIF/UE), le Partenariat mondial pour l'éducation, la Région Réunion (France), l'UNICEF, l'Union Européenne.